# Henry Arundell (3e baron Arundell de Wardour)
Pour les articles homonymes, voir Henry Arundell et Arundell.
Henry Arundell (avant le 23 février 1607 - 28 décembre 1694) est un pair d'Angleterre au XVIIe siècle et le plus célèbre des seigneurs Arundell de Wardour. Il exerce les fonctions de Lord du sceau privé et de Lord grand intendant et est nommé au Conseil privé. Pendant le Complot papiste il est emprisonné pendant une longue période, bien qu'il n'ait jamais été traduit en justice. 

## Jeunesse
Il est baptisé le 23 février 1607/8 à St Andrew, Holborn, Londres. À la mort de son père, qui est mortellement blessé à la bataille de Stratton, le 19 mai 1643, il hérite de ses domaines et de ses titres, parmi lesquels celui de comte du Saint Empire romain germanique. Tout au long de sa vie, catholique dévoué, il se bat comme son père aux côtés de Charles Ier lors de la première guerre civile anglaise. En mai 1643, les parlementaires attaquent sa maison ancestrale, Wardour Castle, dans le Wiltshire, que sa mère, Lady Blanche Arundell, défend. En septembre suivant, Arundell assiège le château et ses nouveaux occupants et combat des rebelles. En faisant exploser une mine et en ruinant le bâtiment, il finit par déloger l'ennemi commandé le général Edmond Ludlow en mars 1644  en le détruisant partiellement pour éviter qu'il ne soit utilisé comme forteresse. 

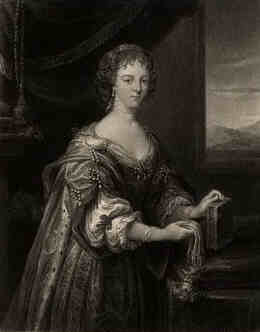
Blanche Somerset, mère de Lord Arundell

## Carrière
Le 13 mai 1652, il est l'une des seconds de son beau-frère, le colonel Henry Compton, dans un duel avec George Brydges (6e baron Chandos). Compton est tué et le conseil d'État émet un mandat d'arrêt contre Arundell avec d'autres personnes qui y ont pris part. Le 17 mai 1653, il est reconnu coupable d'homicide involontaire et condamné à être brûlé à la main. Cette année-là, Arundell semble avoir demandé pardon à Oliver Cromwell et, en 1656, avoir reçu l'autorisation de se réfugier en France. Lors de la restauration de Charles II, Arundell paie 35 000 £ pour récupérer tous les domaines de sa famille, dont beaucoup ont été vendus par le Commonwealth à Humphrey Weld. Il reprend possession de Wardour, mais n'a jamais eu l'argent pour le reconstruire correctement. Le 7 mars 1663, il est nommé au poste d'écuyer auprès de la reine mère Henriette-Marie de France . 
En janvier 1669, il est convoqué à un conseil secret par Charles II d'Angleterre, avec d'autres pairs catholiques, et est chargé de se rendre en France pour informer Louis XIV du désir du roi d'Angleterre de se réconcilier avec le catholicisme romain et de son besoin d'argent. En juin 1669, Arundell revient avec l'accord de Louis au Traité de Douvres avec Charles, signé l'année suivante. 

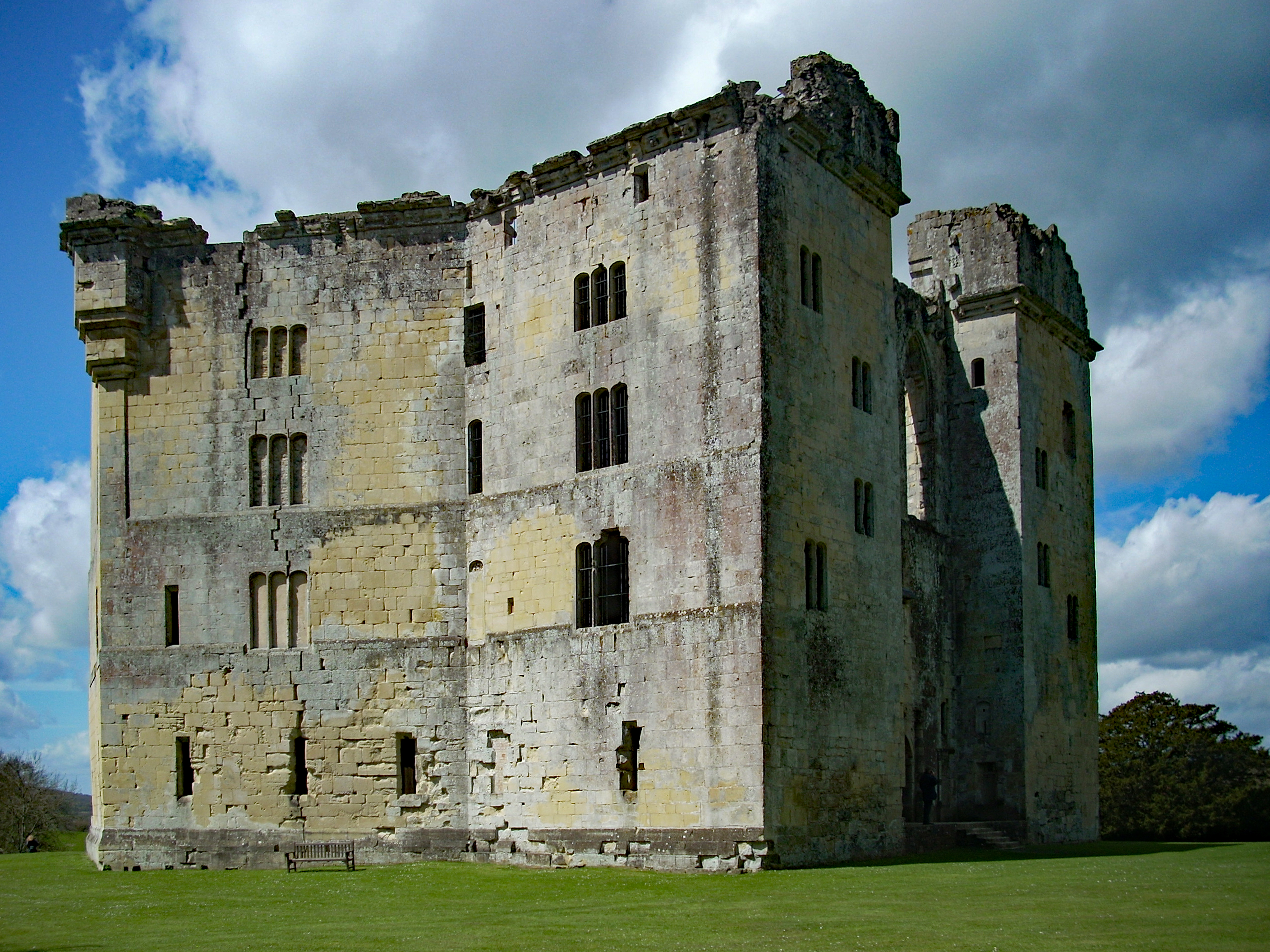
Château de Wardour

## Complot papiste
En 1678, Titus Oates et ses associés annoncent qu'Arundell est l'un des principaux promoteurs du Complot papiste, qu'ils prétendent avoir découvert, alors que c'est une fabrication complète. Selon les témoignages de ces informateurs, des catholiques d’Angleterre, en collaboration avec Louis XIV, auraient tenté de constituer une armée de 50 000 hommes, qui devait être placée sous le commandement de Lord Arundell, William Herbert (1er marquis de Powis) et John Belasyse (1er baron Belasyse). Certains des témoins affirment que le pape a envoyé à Arundell une commission nommant Lord grand chancelier dès que les ministres actuels auraient été démis de ses fonctions, et qu'Arundell aurait été activement employé pendant de nombreuses années à organiser les détails du complot . Entre octobre 1678 et février 1684, il est emprisonné dans la Tour de Londres, avec d'autres pairs du groupe "Popish". 
Les accusations sont manifestement absurdes: entre autres accusations peu probables, Arundell aurait conspiré avec son collègue, son camarade catholique, William Howard (1er vicomte Stafford) (exécuté en 1680 pour sa supposée participation au complot), même si tout le monde savait que depuis une amère querelle, ils ne s'étaient plus parlé depuis 25 ans. Loin d’avoir une raison de tuer le roi, tous deux savaient combien ils avaient tiré profit de sa politique de tolérance religieuse. Comme Stafford le fait remarquer à juste titre, un simple intérêt personnel dictait que la pairie catholique devait rester fidèle à Charles II qui, dans ses dernières années, est lui-même un catholique très ouvert: "nous n'avons aucun intérêt à rester silencieux". Arundell est ami avec Lord Belasyse, qui, comme Arundell, est condamné à l'emprisonnement en tant que supposé comploteur, et avec le fonctionnaire Édouard Coleman, un catholique ardent qui est exécuté pour son rôle supposé dans l'intrigue en décembre 1678, mais il n'y a aucune raison penser qu'il y avait quelque chose de sinistre dans ces amitiés. Au cours de son emprisonnement en 1679, Arundell écrivit cinq courts poèmes religieux, publiés dans un seul feuillet en 1679 et réédités dans Un recueil de quatre-vingt-six poèmes fidèles en 1685 . 

## Fin de carrière
Après la mort de Charles II, son successeur, Jacques II, admet Arundell, bien qu'il soit catholique romain, au Conseil privé (PC),le 17 juillet / août 1686, et le nomme Lord du sceau privé à la place de Lord Clarendon le 11 mars 1687. Par dérogation royale, il est dispensé de prêter les serments d'usage à l'acceptation de sa charge. En juin suivant, Arundell adresse au roi une allocution au nom des catholiques romains, le remerciant pour la déclaration d'indulgence. Étrangement, il s'oppose fermement à l'admission du jésuite Edward Petre au conseil privé. Le 24 juin 1687, il reçoit du roi une prime de 250 £ pour services secrets . En 1688, il est l'un des cinq seigneurs à qui le roi Jacques II confie l'administration de ses affaires. 
Après l'abdication de Jacques II, Arundell se retire chez lui à Breamore, dans le Hampshire, et ne participe plus à la vie publique. Il meurt à Breamore le 28 décembre 1694, à l'âge de quatre-vingt-huit ans. Il est enterré avec ses ancêtres à Tisbury, dans le Wiltshire. Il est un joueur et sportif réputé et conserve à Breamore une meute de chiens réputée, qui devient la propriété du comte de Castlehaven, puis de Hugo Meynell. La meute de Quorn Hunt descend en partie d'eux . 

## Famille
Il est le fils unique de Thomas Arundell (2e baron Arundell de Wardour) (en), de son épouse Blanche Somerset, fille d’Edward Somerset (4e comte de Worcester) et de sa femme Elizabeth Hastings. Blanche est réputée pour sa défense acharnée du château de Wardour pendant la guerre civile. 

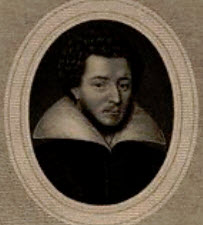
Thomas, 2e Lord Arundell

Il épouse Cicely Compton (c. 1610 - 24 mars 1675/76), fille de lSir Henry Compton, de Brambletye, Sussex, investit le 25 juillet 1603 en tant que chevalier de l'Ordre du Bain (KB), et sa première épouse, Lady Cicely Sackville, et veuve de Sir John Fermor. Elle est une petite-fille de Sir Henry Compton (1er baron Compton) et de Robert Sackville (2e comte de Dorset) par l'intermédiaire de sa mère (elle-même demi-sœur de Richard Sackville (3e comte de Dorset) et Edward Sackville). Sa belle-mère est Mary Browne, fille de Sir George Browne, également veuve de Thomas Paston, de Thorpe, dans le Surrey. 
Leurs enfants sont: 
1. Thomas Arundell, 4e baron Arundell de Wardour, n. 1633, d. 10 février 1711/12. Il devient le quatrième seigneur Arundell de Wardour et fait partie de la suite de Roger Palmer, premier comte de Castlemaine lors de sa visite chez le pape Innocent XI en tant qu'ambassadeur de Jacques II.
2. Henry Arundell. Le 10 février 1675, un accord fut conclu pour le mariage entre Mary Scrope [3] et lui. Ils n'ont aucun enfant.
3. Cicely Arundell, d. 1717, religieuse à Rouen, France. Elle entre dans l'ordre des Clarisses de Rouen en 1662 et meurt à Rouen le 13 juin 1717 à l'âge de quatre-vingt-deux ans.